# Gaio Sulpicio
Gaio Sulpicio (in latino Gaius Sulpicius; 240 a.C. circa – dopo il 211 a.C.) è stato un politico e militare romano, pretore della Repubblica romana, al tempo della seconda guerra punica.

## Biografia
Gaio Sulpicio venne nominato pretore nel 211 a.C. e gli venne affidata la provincia romana di Sicilia, insieme a Marco Claudio Marcello. A Sulpicio vennero quindi assegnate due legioni, che l'anno precedente erano state poste sotto il comando del propretore Publio Cornelio, accresciute dai rinforzi dell'esercito di Gneo Fulvio Flacco, che l'anno precedente era stato vergognosamente sconfitto in Apulia. Per questi ultimi soldati, il senato aveva decretato che, come accaduto per i soldati della battaglia di Canne, la fine del loro servizio militare coincidesse con quello della guerra. A questa categoria di soldati venne quindi impedito, in segno di ignominia, di svernare nelle città o di porre i propri accampamenti invernali (hiberna) a meno di diecimila passi da qualunque città.